# Lipvissen
De lipvissen (Labridae) zijn een grote familie uit de ook al grote orde van de Perciformes (Baarsachtigen). Er zijn ongeveer 500 soorten lipvissen verdeeld in ca. 70 geslachten (zie taxonomie). Hun soortenrijkdom wordt alleen door de grondels overtroffen. Veel soorten komen in scholen voor op de koraalriffen.

## Beschrijving
De kleuren van de lipvissen en de grootte en de lichaamsvorm variëren zo sterk dat het moeilijk is om te zien dat ze aan elkaar verwant zijn. Jonge en volwassen exemplaren, maar ook mannetjes en wijfjes zien er vaak heel verschillend uit.
Ondanks de verscheidenheid zijn er uitwendige karakteristieke kenmerken waardoor duidelijk wordt dat ze familie zijn. De meeste lipvissen gebruiken namelijk, net als de papegaaivissen, voor de voortbeweging alleen hun borstvinnen en gebruiken daarbij het staartdeel als roer. Hoewel de bek niet sterk ontwikkeld is, hebben ze goed ontwikkelde lippen.
Sommige lipvissen produceren een cocon van slijm in de nacht. Waarschijnlijk beschermt die laag de vissen tegen bepaalde parasieten.

## Leefwijze
Sommige soorten uit het geslacht Labroides treden ook op als poetsvissen.
Sommige lipvissen zoals Thalassoma en Coris, paaien in open water, anderen, zoals Labrus en Crenilabrus bouwen nesten van algen in het zand of tussen rotsspleten. Die nesten worden door de mannetjes bewaakt, die zich dan territoriaal gedragen. Binnen deze groep komen soorten voor die van sekse kunnen wisselen. Dit is bekend van de koekoeklipvis.

Andere opvallende soorten lipvissen zijn: gewone poetslipvis, kliplipvis, Oman lipvis, pauwlipvis, regenbooglipvis, roodstreeplipvis en zwartooglipvis.

## Afbeeldingen en video

### Foto's

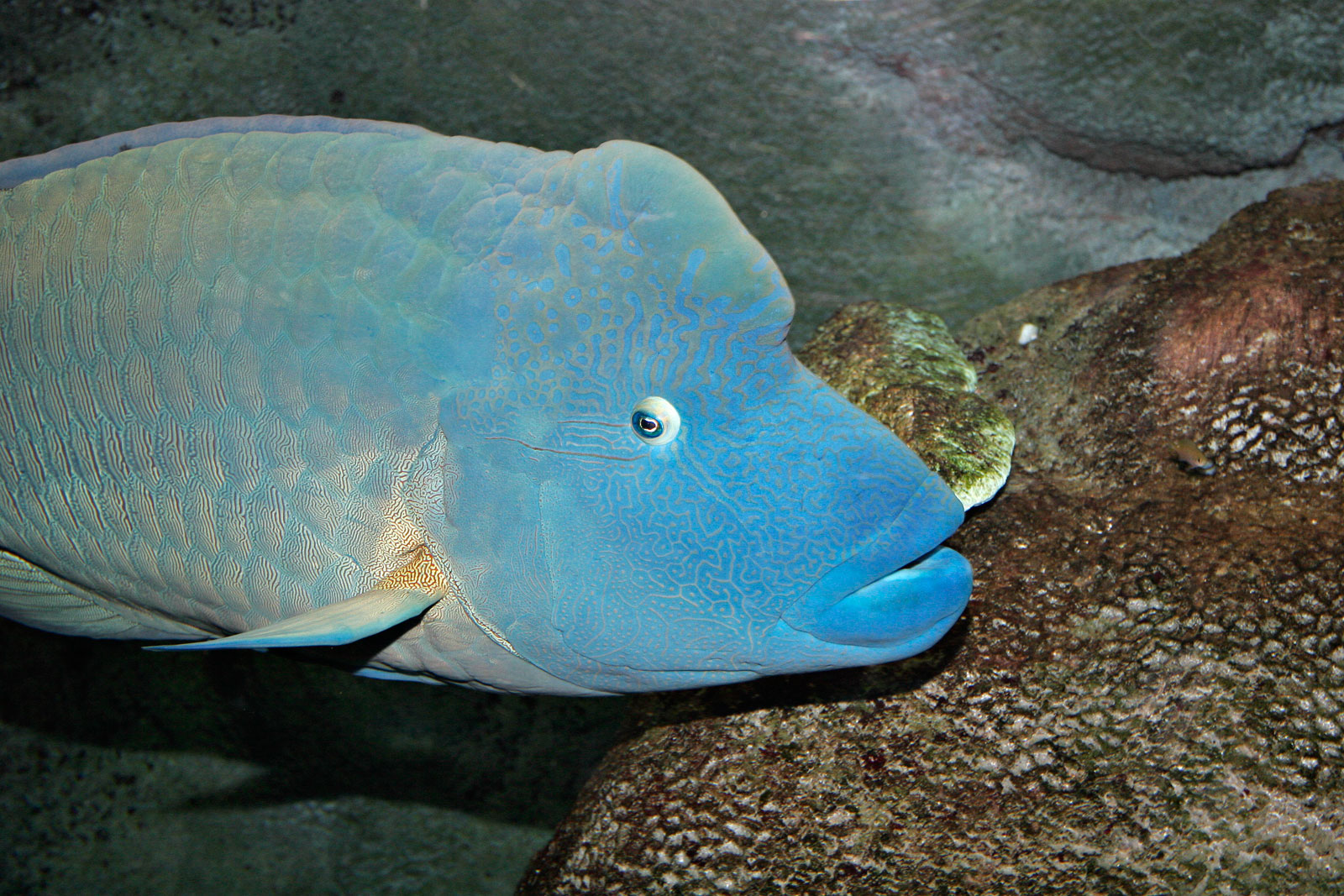
Cheilinus undulatus
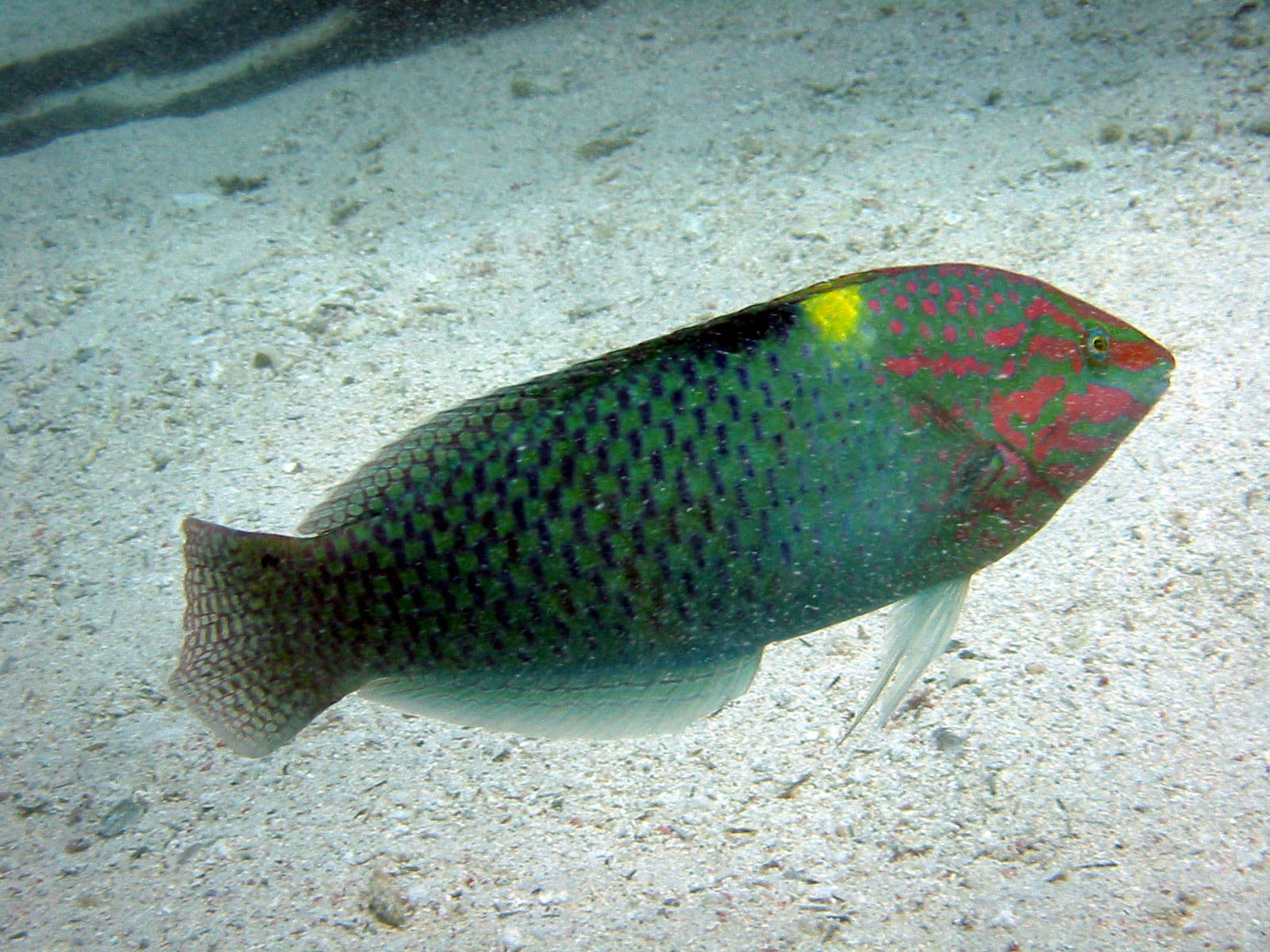
Halichoeres hortulanus
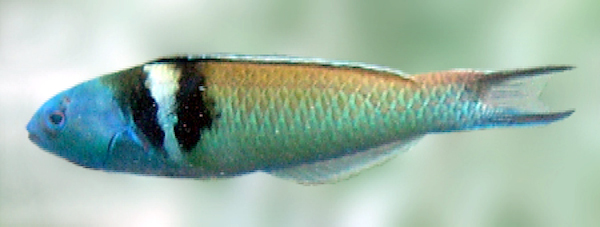
Thalassoma bifasciatum
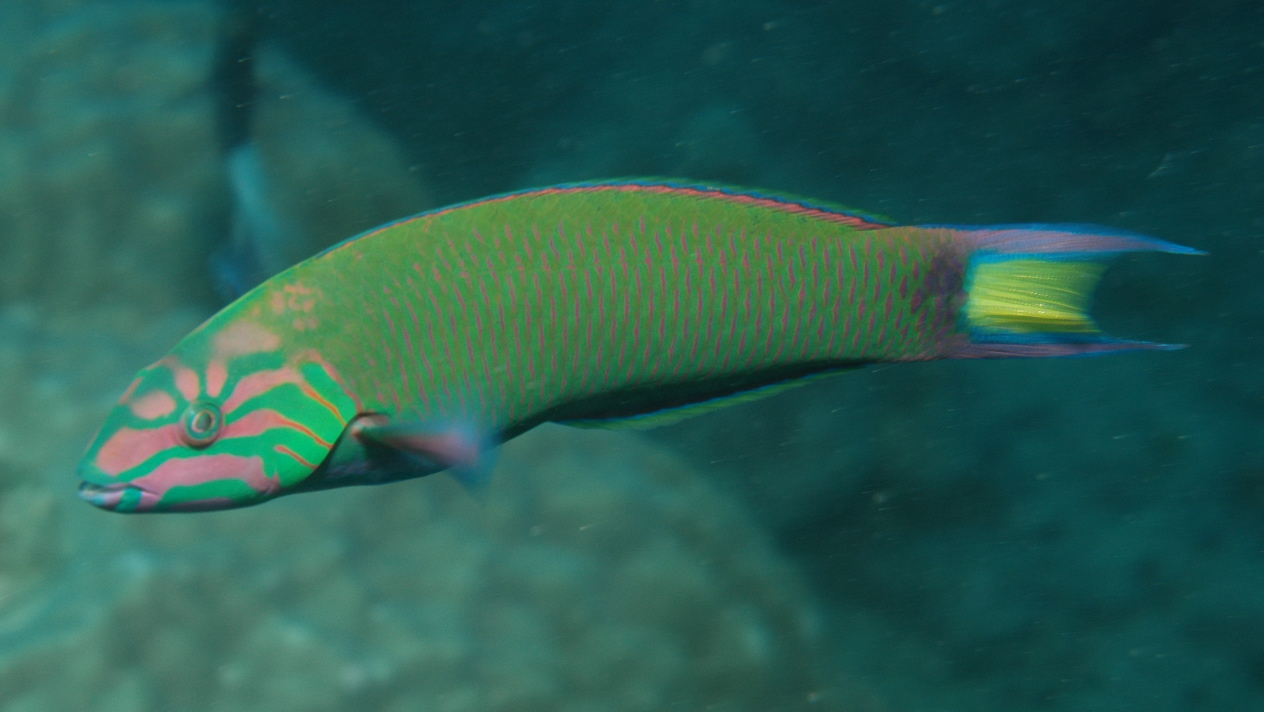
Thalassoma lunare
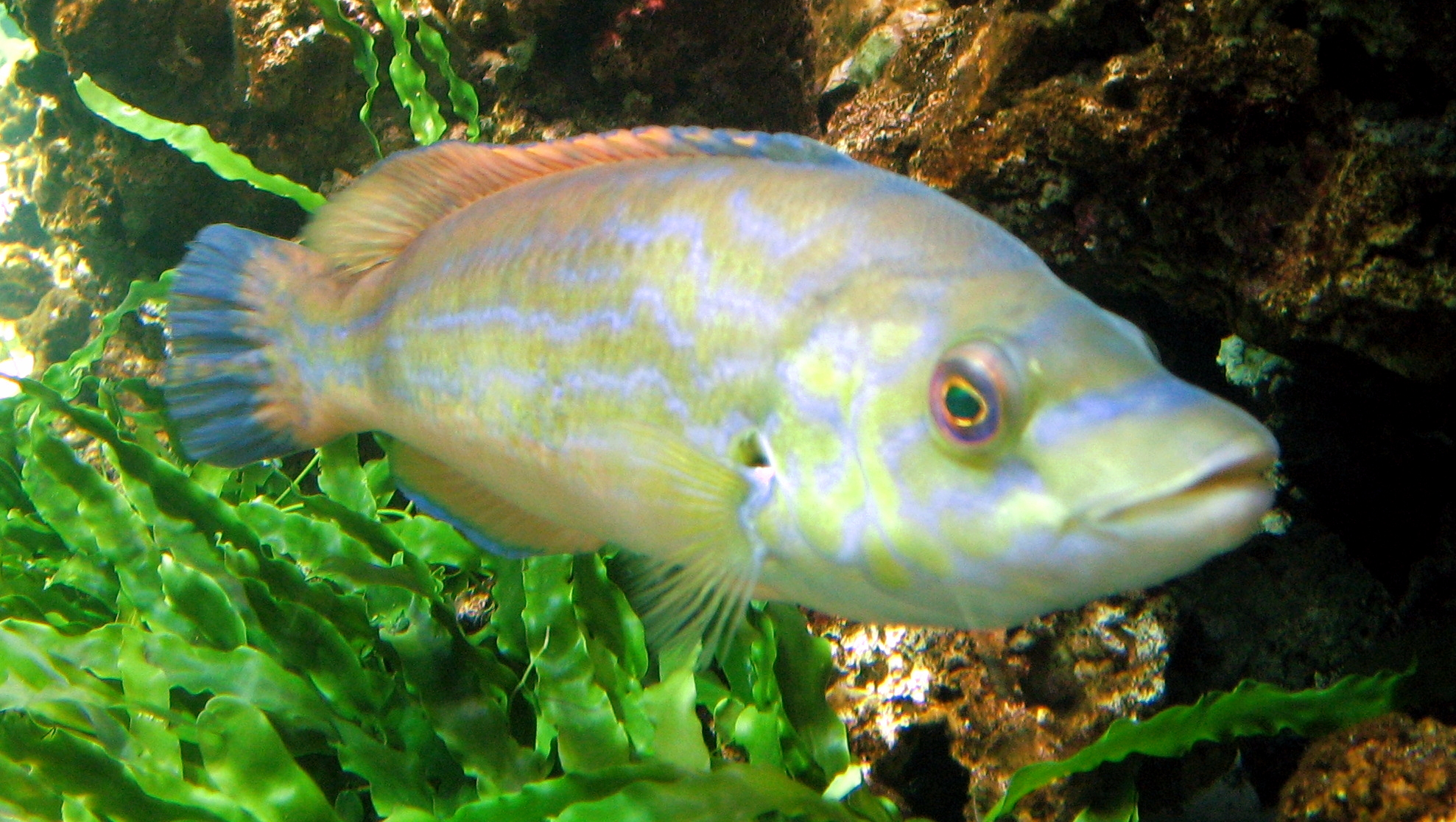
Koekoeklipvis
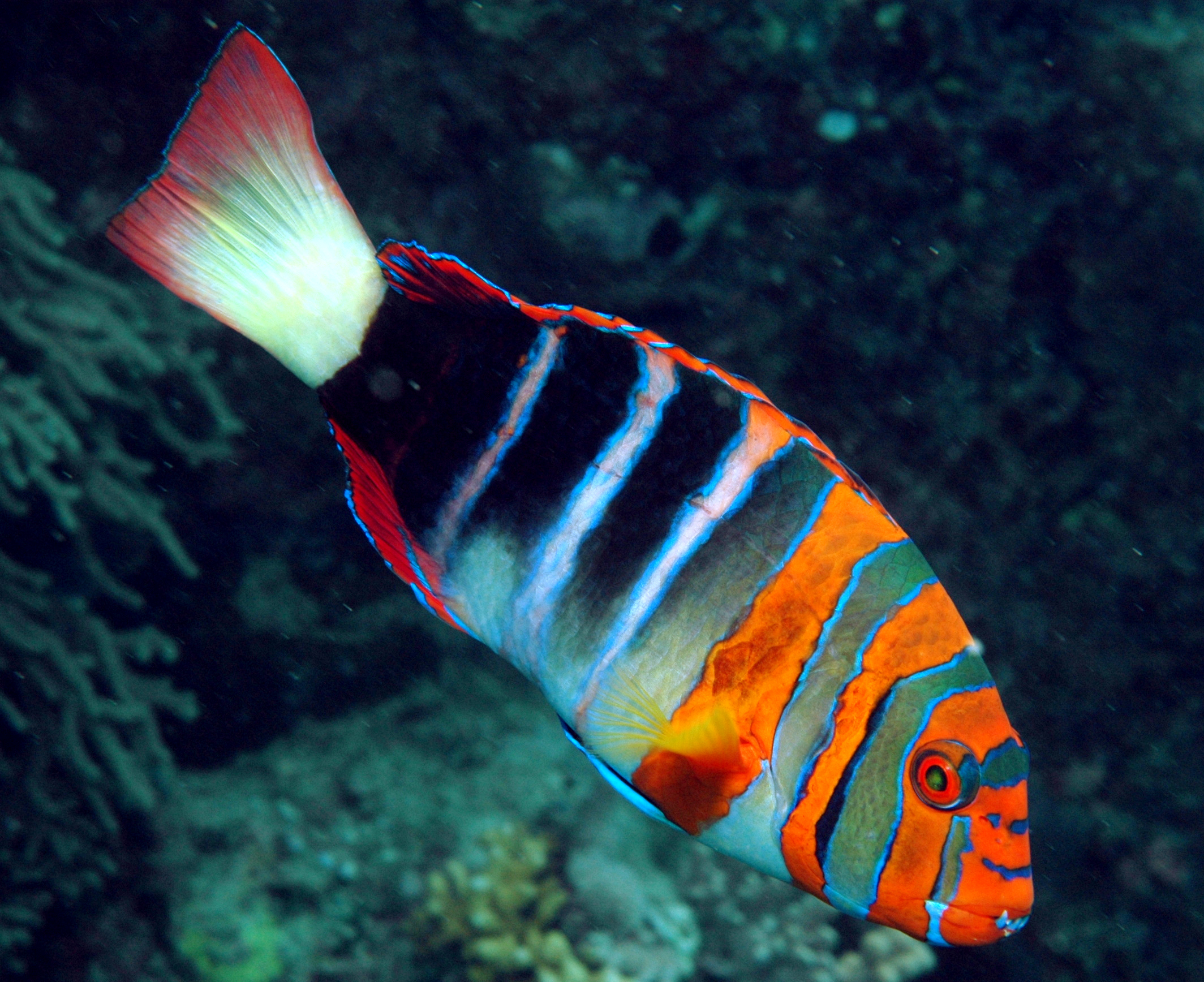
Choerodon fasciatus
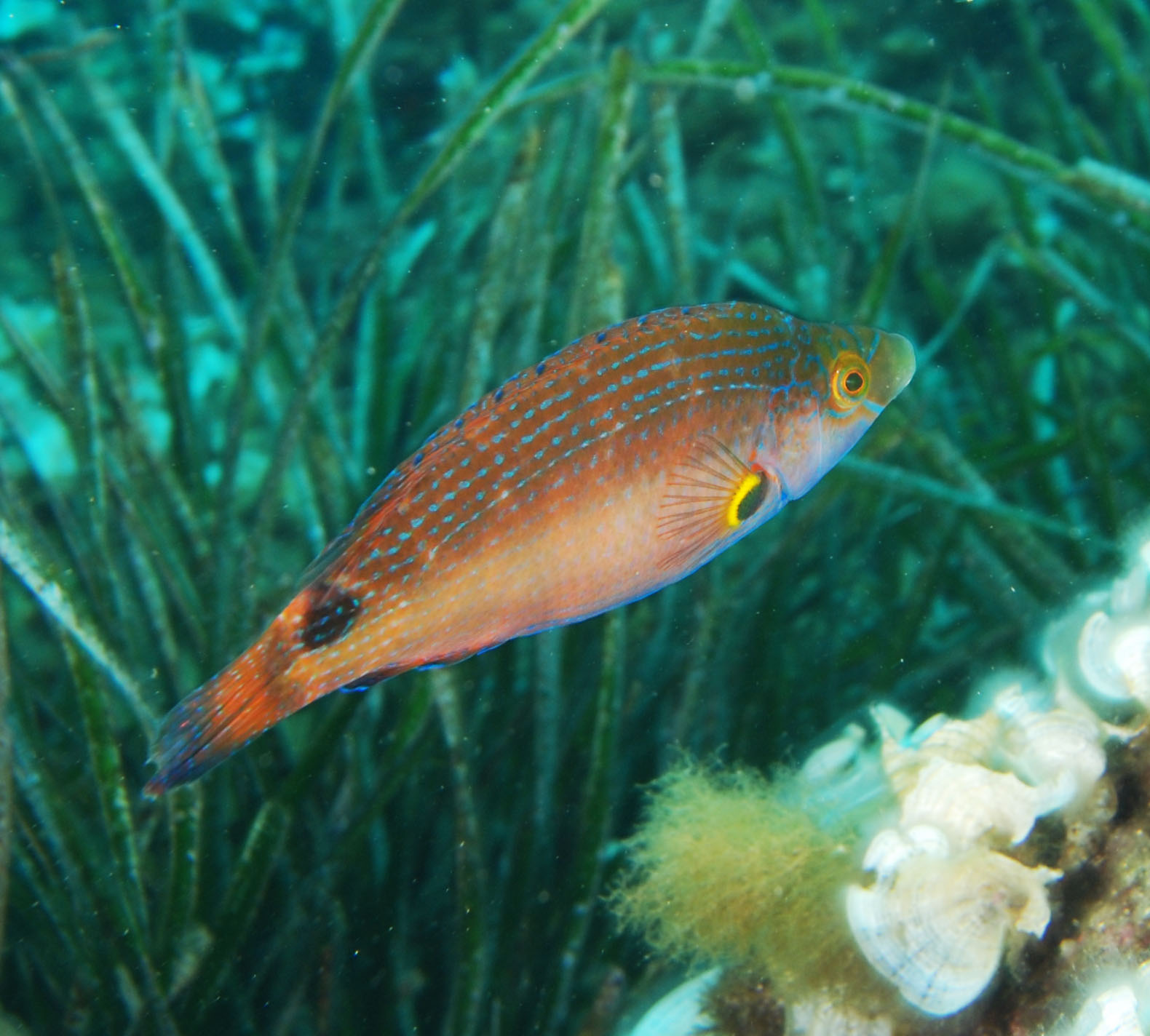
Witlippige lipvis
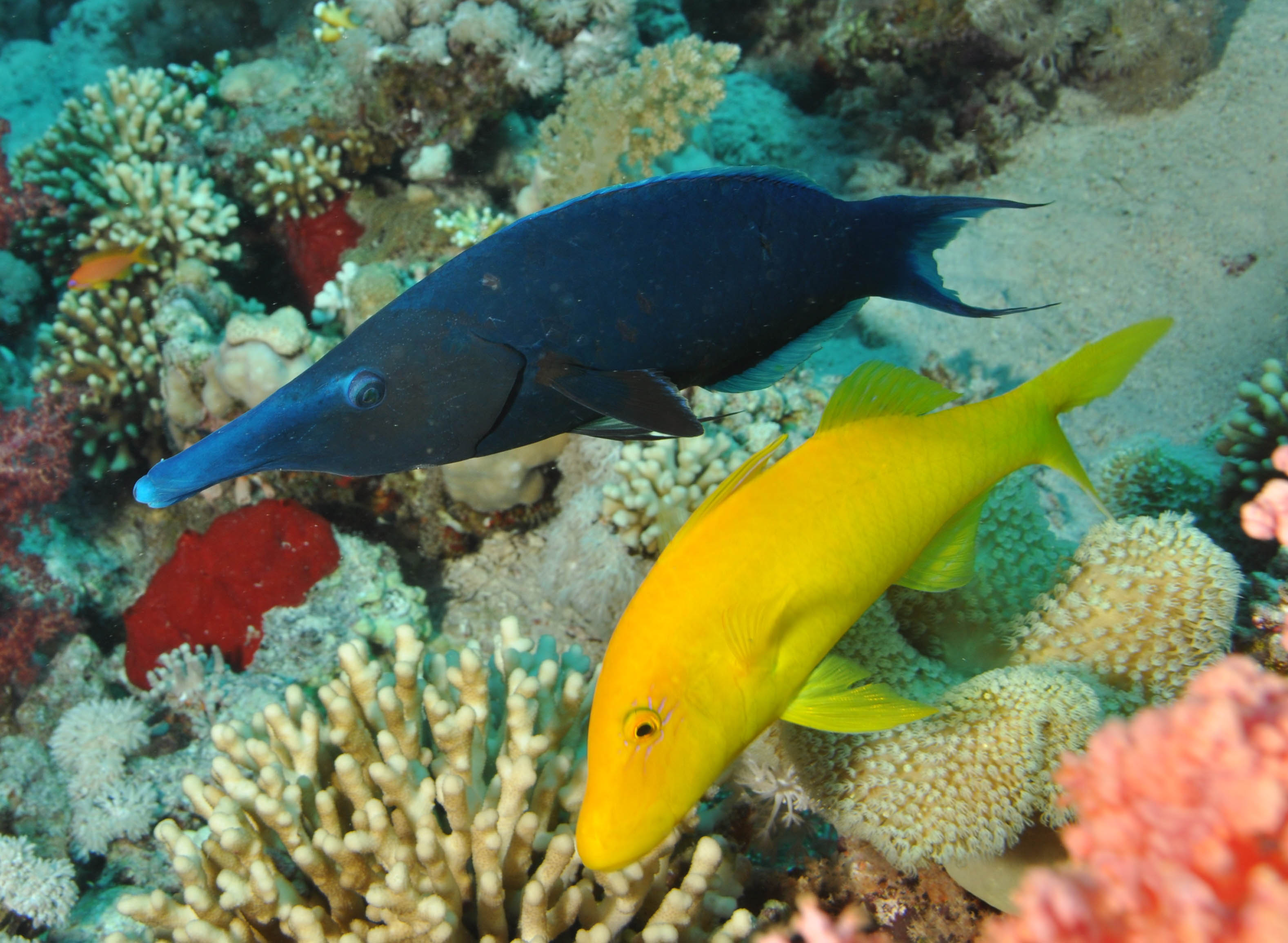
Ghomphosus caeruleus (boven) zwemmend met gele zeebarbeel (onder)

## Taxonomie
Lijst met ca. 70 geslachten binnen de familie Labridae

(zie voor de indeling van alle soorten in de geslachten: Lijst van soorten Lipvissen).
| - Acantholabrus - Achoerodus - Ammolabrus - Anampses - Anchichoerops - Austrolabrus - Bodianus - Centrolabrus - Cheilinus - Cheilio - Choerodon - Cirrhilabrus - Clepticus - Conniella - Coris | - Ctenolabrus - Cymolutes - Decodon - Diproctacanthus - Doratonotus - Dotalabrus - Epibulus - Eupetrichthys - Frontilabrus - Gomphosus - Halichoeres - Hemigymnus - Hologymnosus - Iniistius | - Labrichthys - Labroides - Labropsis - Labrus - Lachnolaimus - Lappanella - Larabicus - Leptojulis - Macropharyngodon - Malapterus - Minilabrus - Nelabrichthys - Notolabrus | - Novaculichthys - Novaculoides - Ophthalmolepis - Oxycheilinus - Oxyjulis - Paracheilinus - Parajulis - Pictilabrus - Polylepion - Pseudocheilinops - Pseudocheilinus - Pseudocoris - Pseudodax - Pseudojuloides | - Pseudolabrus - Pteragogus - Semicossyphus - Stethojulis - Suezichthys - Symphodus - Tautoga - Tautogolabrus - Terelabrus - Thalassoma - Wetmorella - Xenojulis - Xiphocheilus - Xyrichtys |